# Граве, Константин Владимирович
Константи́н Влади́мирович Гра́ве (1831—1900, Казань) — генерал-лейтенант, герой русско-турецкой войны 1877—1878 годов.

## Биография
Родился 6 января 1831 года, сын генерал-майора Отдельного корпуса жандармов Владимира Ивановича Граве (1790—1856, Астрахань) и Юлии Ивановны, урожд. Вегелин, сестры декабриста А.И.Вегелин.
Образование получил в Школе гвардейских подпрапорщиков и кавалерийских юнкеров, выпущен 8 августа 1850 года прапорщиком в лейб-гвардии Финляндский полк.
Произведённый 11 апреля 1854 года в подпоручики, Граве в том же году состоял в рядах корпуса, назначенного для охраны побережья Балтийского моря от возможной высадки англо-французского десанта и 6 декабря получил чин поручика.
С 12 мая 1859 года был старшим адъютантом штаба 2-й гвардейской пехотной дивизии. 17 апреля 1863 года он был произведён в штабс-капитаны и вслед за тем принял участие в подавлении восстания в Польше.
30 августа 1865 года произведён в капитаны. С 29 мая по 1 сентября 1868 года был младшим штаб-офицером при 2-й гвардейской пехотной дивизии. 30 августа того же года произведён в полковники.
15 сентября 1873 года Граве был назначен командиром 120-го пехотного Серпуховского полка, во главе которого в 1877 году сражался с турками в Болгарии. 19 августа 1877 года, при первом штурме Плевны, он получил тяжелейшую контузию (Старчевский ошибочно сообщает что Граве был убит) и был отправлен в тыл на излечение. 31 октября он был зачислен по армейской пехоте и в запасные войска. За боевые отличия Граве был произведён в генерал-майоры (со старшинством от 19 августа 1877 года) и награждён золотой саблей с надписью «За храбрость».
По окончательном выздоровлении Граве 4 декабря 1879 года вернулся на службу и был назначен Новгородским губернским воинским начальником. 24 сентября 1881 года он был назначен начальником 2-й местной бригады, 30 августа 1886 года произведён в генерал-лейтенанты и с 22 апреля 1890 года командовал Казанской местной бригадой.
Скончался 12 января 1900 года, из списков исключён 23 января. Похоронен на воинском кладбище в Казани, могила не сохранилась.

### Семья
Жена — Екатерина Николаевна Паская (1850, Санкт-Петербург —1921, Казань).
Дочери: Вера, Ольга, Лидия, Надежда.  Вера Константиновна Граве в 1930-е годы жила в Казани, заведующая библиотекой Казанского медицинского института. Надежда Константиновна Граве вышла замуж за Александра Владимировича Бирилева (1871—1959), юриста и тифлопедагога. Потомки Константина Владимировича Граве живут в Казани.
Братья и сестры:
- Сестра — София Владимировна Ващенко (1825—1905). Ее муж — Эраст Герасимович Ващенко (1825—1865), дворянин, сын дипломата[4], в юности один из «петрашевцев», агент Русского общества пароходства и торговли.
  - Племянники: Наталья Эрастовна Ващенко (в замуж. Успенская 1862—1942)[5], историк, сотрудник АН СССР[6], была замужем за Фёдором Ивановичем Успенским; погибла в блокадном Ленинграде [7]; Владимир Эрастович Ващенко (1862—1933), юрист, председатель Винницкого окружного суда, после 1917 года эмигрировал в КСХС; был женат на Марии Аристовне Мас (1866—1902), дочери банкира, известного благотворителя барона Ариста Маса.
- Брат — Владимир Владимирович Граве-1-й (1828—1895) — тайный советник, председатель департамента Харьковской судебной палаты. Его жена — Евфросинья Константиновна Бэлэчену (ок. 1832—1913). 
  - Племянницы: Мария Владимировна (1858—1902), замужем за Ильей Петровичем Живковичем, генерал-майором Свиты; Елена Владимировна (1865—после 1917), в замуж. Попова; ее дочь, Мария Сергеевна Попова (1890—1967, Ницца) была замужем за Георгием Васильевичем Леграном, братом Б.В.Леграна.
- Брат — Владимир Владимирович Граве-2-й (1829—1893). Женат на Елене Семеновне Юшневской, племяннице декабриста А.П.Юшневского.
- Брат — Николай Владимирович Граве (1836—1908),  действительный тайный советник, сенатор.
- Сестра — Елизавета Владимировна Граве, в замуж. Белокопытова. Ее муж, Николай Иванович Белокопытов, был предводителем Одесского дворянства[8].
  - Племянники: Ольга Николаевна (1858—1944), в замуж. Мечникова — жена, соратник и биограф И. И. Мечникова; Екатерина Николаевна (1858—1893), жена Н.Я.Чистовича; Василий Николаевич Белокопытов (1867—1932), владелец симеизской дачи; Ксения Николаевна (1870–1942), в замуж. Радзиевская, ее муж — Алексей Григорьевич Радзиевский (1864–1934), хирург, в 1922–1932 гг. — профессор, заведующий кафедрой госпитальной хирургии Киевского медицинского института.

## Награды
Среди прочих наград Граве имел ордена:
- Орден Святого Станислава 3-й степени (1859 год)
- Орден Святой Анны 3-й степени (1861 год)
- Орден Святого Станислава 2-й степени (1863 год, императорская корона к этому ордену пожалована в 1867 году)
- Орден Святой Анны 2-й степени (1870 год)
- Орден Святого Владимира 4-й степени (1872 год)
- Орден Святого Владимира 3-й степени (1874 год)
- Золотая сабля с надписью «За храбрость» (13 декабря 1877 года)
- Орден Святого Станислава 1-й степени (1880 год)
- Орден Святой Анны 1-й степени (1883 год)
- Орден Святого Владимира 2-й степени (1891 год)
- Орден Белого орла (14 мая 1896 года)